# Молодьковское сельское поселение
Моло́дьковское сельское поселение — упразднённое муниципальное образование в северной части Мглинского района Брянской области. Административный центр — село Молодьково.
Образовано в результате проведения муниципальной реформы в 2005 году, путём слияния дореформенных Цинковского и Католинского сельсоветов.
Законом Брянской области от 8 мая 2019 года  были упразднены Молодьковское, Новочешуйковское и Шумаровское сельские поселения, все  включённые в Краснокосаровское сельское поселение.

## Население
| 2010 | 2011 | 2012 | 2013 | 2014 | 2015 | 2016 |
| ---- | ---- | ---- | ---- | ---- | ---- | ---- |
| 689  | ↘683 | ↘648 | ↘612 | ↘577 | ↘567 | ↗571 |
| 2017 | 2018 | 2019 |      |      |      |      |
| ↗586 | ↘562 | ↘537 |      |      |      |      |

## Населённые пункты
| №  | Населённый пункт | Тип     | Население |
| -- | ---------------- | ------- | --------- |
| 1  | Васильевка       | деревня | ↘5        |
| 2  | Калининский      | посёлок | →2        |
| 3  | Католино         | село    | ↘97       |
| 4  | Ленинский        | посёлок | ↘8        |
| 5  | Луговка          | деревня | ↗34       |
| 6  | Лукавица         | деревня | ↘3        |
| 7  | Молодьково       | село    | ↘336      |
| 8  | Николаевка       | деревня | ↘28       |
| 9  | Репище           | посёлок | →0        |
| 10 | Слобода          | деревня | ↘11       |
| 11 | Цинка            | деревня | ↘82       |
| 12 | Ясенок           | посёлок | ↘6        |